# Soňa Červená

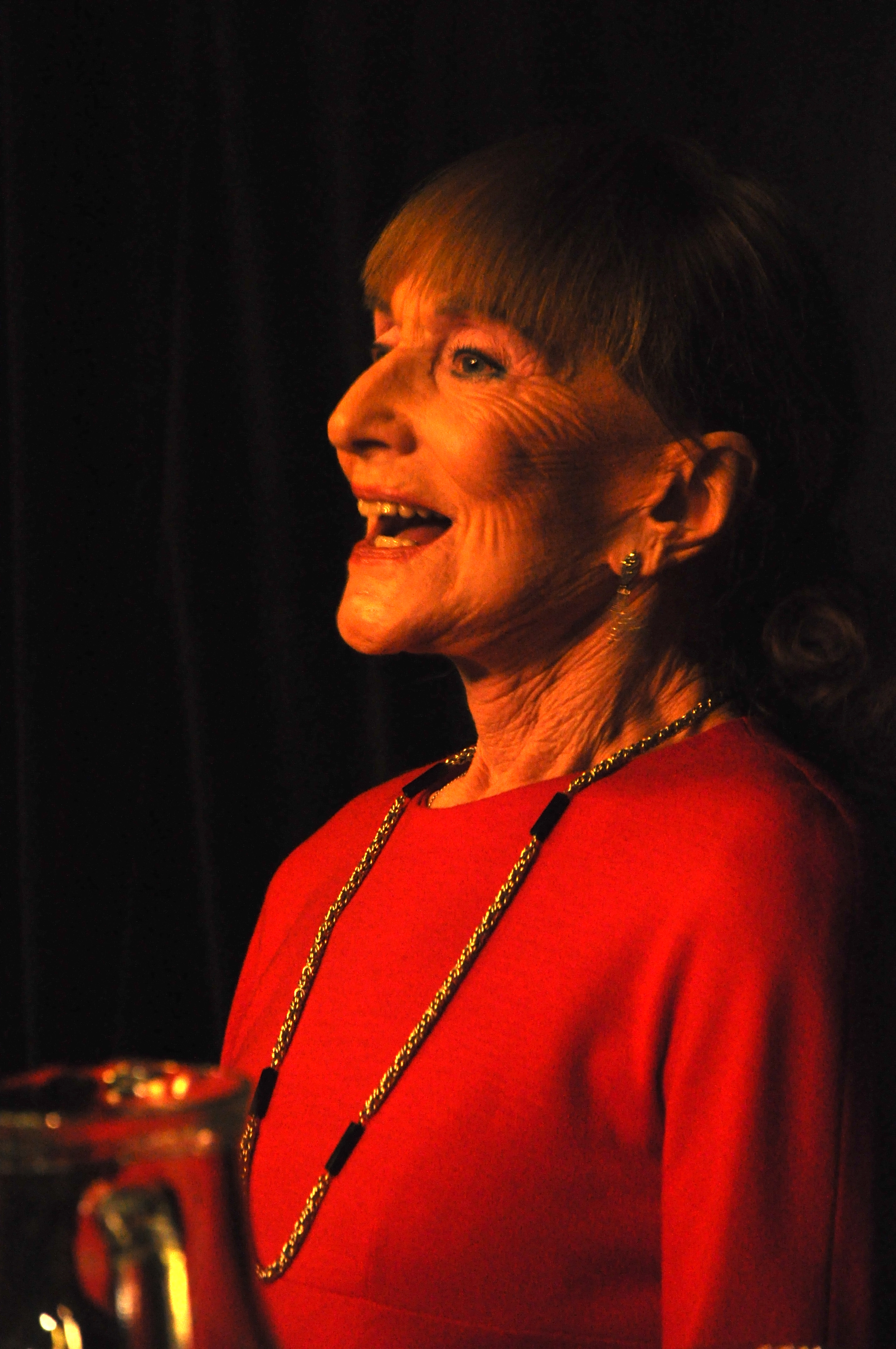
Soňa Červená (2012)

Soňa Červená (* 9. September 1925 in Prag; † 7. Mai 2023 ebenda) war eine tschechische Opernsängerin in der Stimmlage Alt und Schauspielerin.

## Leben
Nach Anfängen mit Unterhaltungsmusik und Auftritten in Operetten begann Soňa Červená ein Gesangsstudium in Prag. Ihr erstes Opernengagement erhielt sie in Brünn (1954 bis 1957). Von 1958 bis 1962 gehörte sie zum Ensemble der Staatsoper Berlin. Nach ihrer Flucht nach Westdeutschland 1962 wurde sie an der Deutschen Oper Berlin engagiert. Gastspiele führten sie an die Staatsoper Dresden, die Wiener Staatsoper, die Staatsoper Hamburg, zu den Bayreuther Festspielen (1960 bis 1967), den Festspielen von Glyndebourne (1963 und 1964) und den Salzburger Festspielen (1961). Außerdem trat sie an der San Francisco Opera auf (1971) sowie an der Oper Frankfurt am Main (1961 bis 1974, dann nochmals 1987 und 1988) und am Théâtre de la Monnaie in Brüssel (1983).
Zu ihrem Repertoire zählten Rollen wie der Octavian in Der Rosenkavalier von Richard Strauss, die Titelpartie in Carmen von Georges Bizet, die Gräfin Geschwitz in Lulu von Alban Berg und die Kabaniča in Katja Kabanowa von Leoš Janáček.
2010 konnte Červená als Emilia Marty in Die Sache Makropulos von Leoš Janáček unter der Regie von Robert Wilson erstmals am Nationaltheater Prag auftreten. In der kommunistischen Zeit wurden ihr Auftritte dort untersagt, da sie aus einer bürgerlichen Familie stammte.
Ihren letzten großen Auftritt als Sängerin hatte die seinerzeit bereits 97-jährige Červená im September 2022 in der Lateranbasilika in Rom bei einem Konzert anlässlich der damaligen EU-Ratspräsidentschaft ihres Heimatlands Tschechien.
Ab 1947 war Červená immer wieder als Film- und Fernsehschauspielerin in tschechischen und deutschsprachigen Produktionen tätig. Unter anderem war sie 1990 in einer österreichischen Fernsehfassung von Robert Wilsons Adaption von William S. Burroughs’ The Black Rider zu sehen. 1999 trat sie in der Fernsehfassung einer Thalia-Theater-Inszenierung der Geschichten aus dem Wiener Wald und zwei Jahre später in Nicolette Krebitz’ Regiedebüt Jeans auf. 2017 bekleidete sie 91-jährig eine Nebenrolle in einer Episode der ZDF-Fernsehreihe München Mord.
Sie verfasste auch zwei Bücher: zum einen ihre Autobiographie Heimweh verboten – Mein Stück Theater- und Weltgeschichte und die Biographie ihres Urgroßvaters, des Musikinstrumentenbauers Václav František Červený, unter dem Titel Grüß Gott, Herr Červený.

## Diskographie
- Bizet: Carmen (als Carmen). Berlin Classics.
- Martinů: Prague Paris New York (Lieder). Salamandre.
- Wagner: Parsifal (als Blumenmädchen). Philips.
- Portrait of Sona Cervena (Lieder). Supraphon.

## Filmografie
- 1947: Der Letzte der Mohikaner (Poslední mohykán)
- 1949: Frühlingsstürme (Revolucni rok 1848)
- 1952: Groschenliedchen (Písnicka za gros)
- 1953: Die Entführung (Únos)
- 1953: Der Hut der Wunder tut (Divotvorný klobouk)
- 1965: Dame Kobold (Fernsehfilm)
- 1968: Die Spinnstube (Fernsehfilm)
- 1990: The Black Rider (Fernsehfilm)
- 1998: Last Vodka (Kurzfilm)
- 1999: Geschichten aus dem Wiener Wald
- 2001: Jeans
- 2003: Pupendo
- 2004: Die schöne Braut in Schwarz (Fernsehfilm)
- 2010: Zitra se bude (Oper)
- 2017: München Mord – Einer, der’s geschafft hat (Fernsehreihe)

## Bücher
- Heimweh verboten. Mein Stück Theater- und Weltgeschichte, Brno: Opus Musicum, 1999, ISBN 978-80-900314-5-6.
- Grüss Gott, Herr Červený, Brno: Opus Musicum, 2001, ISBN 978-8-090-03149-4.